# 헨리 모턴 스탠리
헨리 모턴 스탠리(영어: Henry Morton Stanley, 1841년 1월 28일 ~ 1904년 5월 10일)는 영국의 탐험가이자 언론인으로 아프리카 탐험과 데이비드 리빙스턴을 구조한 것으로 유명하다.
후에 미국 남북 전쟁에 참가하여 포로가 되는 등 어려움을 겪었지만, 뉴욕 헤럴드 신문사의 특파원이 되어 활약하였다. 1871년 신문사 사장의 부탁으로 행방불명된 데이비드 리빙스턴을 찾아 아프리카로 건너갔고, 탕가니카호 부근의 우지지 마을에서 리빙스턴을 만날 수 있었다.

## 생애
영국 북웨일스의 덴비(Denbigh)에서 출생한 헨리 모턴 스탠리의 본명은 존 롤런즈(John Rowlands)이다. 어릴 때 고아가 되어 소년 시절을 구빈원에서 보내대가 17세 때 미국으로 건너가 뉴올리언스 상인인 스탠리라는 사람의 양자가 되어 그 이름을 계승하고 미국 시민권도 얻었다. 후에 미국 남북 전쟁에 참가하여 포로가 되는 등 고생이 많았으나, 의지가 강한 그는 열심히 공부하며 1865년 신문 통신원이 되어 에티오피아 등지에 취재하였으며, 능력을 인정받아 뉴욕 헤럴드지의 특파원이 되어 활약하였다.
1869년 뉴욕 헤럴드의 사장 J. G. 베넷(James Gordon Bennett Jr.)으로부터 당시 아프리카에서 소식이 끊긴 데이비드 리빙스턴의 행방을 찾으라는 밀령을 받았다. 이 당시 가장 유명했던 아프리카 탐험가였던 리빙스턴의 행방불명과 연락 두절은 큰 이슈거리였다. 1871년 3월에 아프리카로 건너가 온갖 고생을 이겨내고, 11월 탕가니카호 부근의 우지지 마을에서 병에 걸린 리빙스턴과 극적으로 만났다. 그 때 그가 감동 어린 목소리로 "리빙스턴 박사님이 아니십니까?(Dr. Livingstone, I presume?)"라고 물었다는 이야기는 유명하다.
1874년 다시 뉴욕 헤럴드와 런던의 데일리 텔레그래프 두 신문사의 공동 출자로 리빙스턴 구조를 목적으로 아프리카 탐험을 시작하여, 리빙스턴의 죽음을 확인한 뒤, 나일강의 원천인 빅토리아호를 발견하고 콩고강 유역을 답사하여 아프리카 대륙을 횡단하였다. 이 경험을 바탕으로 1878년 《암흑 대륙 횡단기》라는 책을 출판하였다.
1877년부터 1884년까지 벨기에 국왕 레오폴 2세의 후원을 얻어 콩고 지방을 탐험, 콩고 자유국 건설의 기초를 닦았다. 1887년부터 1889년에까지는 중앙 아프리카를 탐험하여 루웬조리 산맥을 답사하였으며, 답사 도중에 현지 반란에 휘말려 있던 독일 탐험가 에민 파샤(Emin Pasha)를 구출하기도 하였다. 만년에 영국 국적으로 복귀하였고, 1895년 하원의원이 되었다.
1874~1877년 리빙스턴의 뒤를 이은 스탠리가 아프리카 횡단 성공으로 해안에서 내륙으로 가는 유럽의 침략 통로가 열렸다. 사실 스탠리는 훌륭한 탐험가로 알려졌지만, 그들은 제국주의가 아프리카를 침략하는 선봉장 구실을 한 것에 지나지 않았다.

## 저서

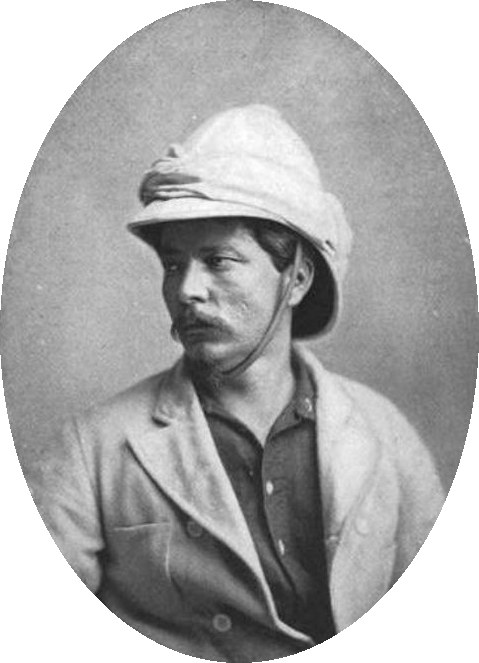
1872년 당시의 헨리 모턴 스탠리

- 《암흑대륙 횡단기》(2권, 1878년)
- 《암흑의 아프리카》(1890년) 등

## 서훈
- 1899년 바스 훈장 1등급(GCB, 작위급 훈장)[1]

## 참고 문헌